# BP Bioenergy
A BP Bioenergy é uma empresa de sociedade anônima fechada pertencente a supermaior britânica BP no Brasil para produção de bioetanol e açúcar, energias renováveis e serviços de inspeção. Ela foi criada em 2006 como Tropical BioEnergia, sendo adquirida pela BP no ano seguinte com 50% das ações e também com controle total em 2011 passando a se chamar de BP Biocombustíveis. Em 14 de fevereiro de 2019 foi criada uma joint venture com a comerciante de commodities norte-americana Bunge para criar a BP Bunge Bioenergia com sede em São Paulo. A empresa também atua em Goiás, Mato Grosso do Sul, Minas Gerais e Tocantins. A joint venture foi desfeita em 2024.

## História

Logotipo da joint venture.

Em 2006, o Grupo Maeda e a Santelisa Vale fundaram uma joint venture chamada Tropical BioEnergia na cidade de Edéia, no interior de Goiás. Em 2008, a BP adquiriu 50% das ações da empresa. Em 2011, a BP passou a deter 100% do controle total da empresa e passou a se chamar de BP Biocombustíveis.
Em 2019, o lucro produzido pela BP e a Bunge estava diminuindo. Por isso, uniram suas operações no Brasil para se tornar a terceira maior processadora de cana-de-açúcar do planeta, perdendo apenas para a Raízen e a Biosev. Ao todo, a empresa passou a gerenciar onze processadoras. A produção parou de ser focada em açúcar em detrimento do etanol e produção de eletricidade por biomassa.
Mesmo com a pandemia de COVID-19, a empresa apresentou lucro desde sua criação. Ela também foi pouco impactada pela crise de exportanção de fertilizantes pela Rússia causada pela Invasão da Ucrânia. Porém, em 2021, foi impactada pela alta do preço de fretes transoceânicos. O preço dos contêineres triplocou quando comparado ao início da pandemia em 2019, que levou à queda de exportações de açúcar e um aumento de estoque no Porto de Santos, que fez os preços da commodity caírem.
Em 2021, a BP Bunge realizou uma parceria com a Coopercitrus, com o objetivo de criar primeira operação completa de barter a partir da fixação de preços futuros de açúcares totais recuperáveis (ATR) de cana do mundo. A parceria está dentro do programa Allia, criada pela BP Punge.
Em 2021, a BP Bunge previu que a safra 2021/2022 seria 10% menor, devido à seca e geadas. Ela anunciou que plantaria 75 mil hectares de cana, 5 mil a mais do que na safra anterior, para cumprir seus objetivos de médio prazo.
No mesmo ano, a BP Bunge era a segunta maior processadora de cana-de-açúcar do mundo.
Em 2022, a joint venture foi posta à venda. A Bunge já estava tentando sair do mercado sucroalcoolero mesmo antes da criação da joint venture. A BP contatou a JP Morgan para vender sua fatia da empresa, mas a Raízen e a Mubadala mostraram interesse pela compra. A Mubadala ofereceu um valor considerado insuficiente, e a Raízen ofereceu troca de ações, e não tinham interesse em comprar todas as processadoras. Por isso, venda foi cancelada.
Em 2023, a BP Bunge conseguiu chegar a 80% de monitoramento indireto da soja no Cerrado. No mesmo ano, ela anunciou que estava buscando parceria com a Vega Monitoramento para aumentar o índice para 100%.
Ainda em 2023, assinou um contrato com a TIM para a instalação de um pouco menos que cem torres de transmissão em suas unidades. A iniciativa levará o 4G para o uso nos equipamentos agrícolas e da central IoT da empresa, e também beneficiará os municípios vizinhos dos locais de operação. A maior parte das torres será abastecida com energia solar.
Na safra 2022/2023, a venda de etanol para o mercado externo aumentou em 260%. Os principais compradores são Estados Unidos, Europa, Japão e Coreia do Sul.
A empresa previu o crescimento de 16% na produção de cana-de-açúcar na safra de 2023/2024 e uma quantidade de  610 milhões de toneladas de cana-de-açúcar safra de 2024/2025.
Em junho de 2024, a Bunge anunciou que resolveu vender a participação na empresa para a BP. A venda foi concluída em outubro do mesmo ano.

## Investimentos e programas
A empresa é parte do programa RenovaBio, do Governo Federal. Em 2020, todas as 11 unidades da BP Bunge estavam certificadas para a emissão de créditos de descarbonização (CBios). A BP vem sofrendo com a diminuição do lucro por pressão dos acionistas por uma transição da matriz energética baseada em petróleo. Porém, de acordo com a avaliação feita pelo Brasil de Fato no fim de 2021, apesar da BP ter mais ações concretas do que empresas nacionais, como a Petrobrás, ainda não há sinalização para uma saída do mercado de óleo e gás em curto e médio prazo.
Ela também é signatária do Pacto Global da Organização das Nações Unidas (ONU) para responsabilidade social corporativa e sustentabilidade. Por isso, implementou o Movimento Elas Lideram, com o objetivo de estabelecer lideranças femininas na empresa. Além disso, a empresa afirma estar alinhada aos Objetivos de Desenvolvimento Sustentável da ONU, e investe no reflorestamento de áreas do Cerrado e da Mata Atlântica perto de suas unidades de operação.
Até 2023, de acordo com Mario Lindenhayn, então presidente-executivo da BP Bunge, a empresa gastou R$ 6 bilhões em pesquisa e desenvolvimento em áreas como trato cultural do plantio e colheita e agricultura regenerativa. De acordo com Lindenhayn, a empresa se preocupa com a transição energética mundial. Um produto que a empresa vê como fundamental em seus investimentos é o etanol 2G. A BP Bunge também investe em materiais derivados da cana, incluindo plástico verde. Entre suas ações, está a substituição de fertilizantes nitrogenados e com base de fósforo e potássio. A nova técnica envolve a fixação biológica de nitrogênio nos canaviais, o melhor aproveitamento da vinhaça na adubação e uso de compostos orgânicos resultantes da mistura de torta de filtro e cinzas do bagaço, misturados a dejetos animais. Também estão sendo utilizadas outras opções desenvolvidas pela Embrapa. A empresa anunciou em 2023 que faria a transição até 2025. A BP Bunge também instalou corretores dutoviários em seu processo de produção, que diminuiram a emissão de gases de efeito estufa.
Em dezembro de 2021, a BP Bunge fechou parceria com a AgTech Garage, que lhe deu acesso à um hub de 900 startups agritech em Piracicaba.

### Cultura de trabalho
A BP Bunge implementou o Movimento Elas Lideram, com o objetivo de estabelecer lideranças femininas na empresa. Ela também possui um programa de inclusão de pessoas com deficiência e discute o tema da inclusão e diversidade com os trabalhadores.

## Controvérsias

### Incêndio em Ituiutaba
Em 28 de agosto de 2021, um incêndio que começou em uma plantação de cana-de-açúcar na zona rural de Ituiutaba atingiu um ônibus que transportava trabalhadores para a Usina Ituiutaba Bioenergia. Das 16 pessoas que estavam no ônibus, uma morreu, doze foram transportadas para hospitais com ambulâncias da usina e três, que não saíram do ônibus durante o incêndio, não se feriram. Dois dos trabalhadores feridos precisaram ser entubados. Um tinha 43 anos e teve 80% do corpo queimado. O outro tinha 35 anos e teve metade do corpo queimado. Outros dois funcionários, que queimaram 20% e 15% do corpo, também permaneceram internados. A BP Bunge afirmou que não havia iniciado o incêndio, já que a colheita era 100% mecanizada. Um inquérito foi aberto pela Polícia Civil em 3 de setembro. Em 15 de dezembro, foram apreendidos notebooks, aparelhos celulares e documentos da usina, porém, de acordo com a Polícia Militar de Meio Ambiente, não foram encontradas irregularidades ou crimes ambientais. Os trabalhadores recebiam suporte médico e seus salários eram pagos pelo Instituto Nacional do Seguro Social (INSS), mas até então não haviam recebido indenização. Então, seis meses após o incidente, os trabalhadores sobreviventes pediram indenização por danos estéticos, morais e materiais.

### Trabalho escravo
Em 18 de março de 2023, uma equipe formada pelo Ministério Público do Trabalho, Ministério Público Federal e a Polícia Federal libertaram 212 trabalhadores em condições análogas à escravidão que atuavam no plantio de cana-de-açúcar para a empresa terceirizada SS Nascimento Serviços e Transporte nas cidades de  Itumbiara, Porteirão e Araporã. Esta foi a maior libertação do ano, batendo o recorde de 207 trabalhadores resgatados na vinícula em Bento Gonçalves. A BP Bunge e quatro fazendas se beneficiaram do trabalho. A joint venture afirmou que "agiu rapidamente em defesa dos trabalhadores para garantir as prioridades sociais e humanas e arcou prontamente com os pagamentos indenizatórios", de R$ 3,85 milhões, e que estava cooperando com as autoridades para apurar as responsabilidades.

## Prêmios e certificações
- Agência de Proteção Ambiental dos Estados Unidos (2022)[40]
- Melhor no Valor 1000 em Bionergia com rigor operacional e financeiro (2023)[19]